# Monika Pauknerová
Monika Pauknerová (* 18. října 1951) je profesorka na Katedře obchodního práva Právnické fakultě Univerzity Karlovy. Specializuje se na mezinárodní právo soukromé a procesní, evropské mezinárodní právo soukromé, právo mezinárodní přepravy, právo mezinárodního obchodu, rozhodčí řízení.
Je autorkou přibližně 150 publikací v oboru mezinárodního práva soukromého, práva mezinárodního obchodu a evropského práva. V prosinci roku 2013 byla zvolena do Řídící rady Mezinárodního ústavu pro unifikaci soukromého práva (UNIDROIT).

## Profesní činnost
- od 1999 předsedkyně Českého národního komitétu Mezinárodního sdružení právních věd (International Association of Legal Sciences)
- od 1976 členka České (původně Československé) společnosti pro mezinárodní právo
- od 2002 členka České společnosti pro dopravní právo
- od 1991 členka Českého národního komitétu International Law Association
- od 2003 členka International Academy of Comparative Law
- od 2003 členka International Committee of Comparative Law (International Association of Legal Science)
- od 2004 členka Groupe européen de droit international privé (jako první reprezentant z tzv. nových členských států EU)
- od 2007 předsedkyně Českého národního komitétu International Academy of Comparative Law
- od 2003 členka Vědecké rady Právnické fakulty UK
- od 2009 členka Vědecké rady Právnické fakulty ZČU
- od 1985 rozhodkyně u Rozhodčího soudu při Hospodářské komoře ČR a Agrární komoře ČR (původně ČSOPK) v Praze
- od 2019 je předsedkyní redakční rady časopisu Právo v přepravě a zasilatelství, vydávaného nakladatelstvím Wolters Kluwer